# 鬐甲
鬐 甲又稱肩隆，是四腳站立動物肩胛骨中間的脊，位於頸脊與背脊之間的隆突部位。

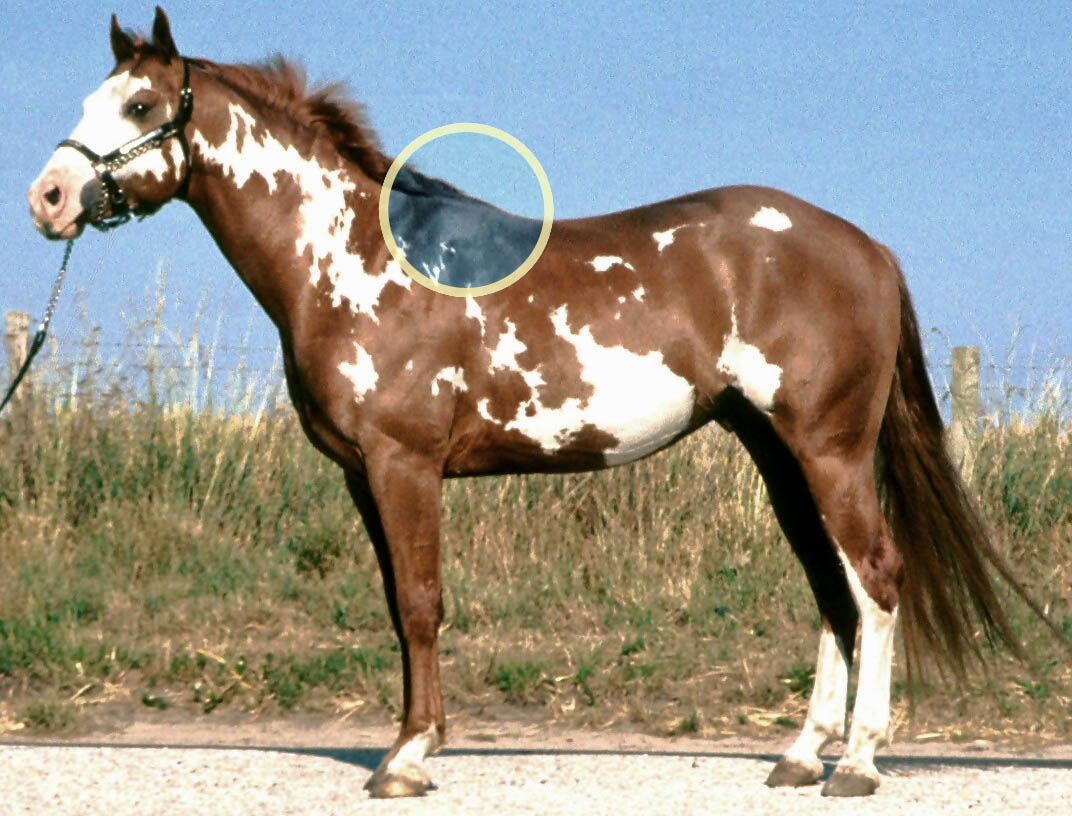
馬匹的肩隆

四腳站立動物中，有很多品種都是以鬐甲為軀幹最高點，所以馬匹及狗隻等家畜，往往以四腳站立時，從鬐甲最高點到地面的垂直距離，定爲其“體高”。不過牛隻體高丈量則習慣以髖部至地面距離為凖。

## 馬匹
马鬐甲是由第三至第十一胸椎棘突形成；此区棘突非常长，可达30厘米。比起马头高度不定，这些胸椎棘突相对于地面高度稳定而不易移动，所以鬐甲是丈量马匹体高的标准点。

## 狗隻
狗鬐甲的高度，通常用于测定各种狗运动中狗的跳跃高度。此高度也是狗隻是否符合其品种表演质量标准的决定因素。